# Dermastia
Dermastia je redek priimek v Sloveniji, ki ga je po podatkih SURS-a na dan 1. januarja 2010 uporabljalo 6 oseb in je med vsemi priimki po pogostosti uvrščen na 23.591. mesto.

## Znani nosilci priimka
- Alenka Dermastia (r. Novljan) (1937—2022), košarkarica, urednica, leksikografka
- Ivan (Janez) Dermastia (1871—1906), duhovnik in politik
- Josip Dermastia (1879—1952), pravnik in politik
- Mihaela Dermastia - Mara (1912—1984), družbenopolitična delavka in gospodarstvenica
- Marijan Dermastia - Urban (1911—1971), družbenopolitični delavec in gospodarstvenik
- Marina Dermastia (*1960), biologinja, univ. profesorica
- Mateja Dermastia (*1968), direktorica Centra odličnosti Polimat
- Matija Dermastia (1933—2003), novinar, urednik
- Timotej Turk Dermastia (*1992), biolog
- Urban Dermastia, plavalec, lokostrelec (=isti?)